# BMW muzej
BMW muzej se nahaja zraven poslovne zgradbe BMW in BMW svet v Münchenu. Predstavlja zgodovino, dizajn in razvoj BMW avtomobilov in BMW motociklov ter letalskih motorjev. Odprli so ga l.1972, tik pred otvoritvijo XX. poletnih olimpijskih iger. Uradna otvoritev je potekala 18. maja 1973 skupaj s poslovno zgradbo BMW in je od l.1999 spomeniško zaščitena. BMW muzej letno ga obišče skoraj pol milijona obiskovalcev.

## Zunanjost
BMW muzej je zasnoval dunajski arhitekt prof. Karl Schwanzer. Stavba ima obliko sklede, ki se arhitekturno odlično zlije z okoliškimi stavbami. Na zgornji ploščadi pa ima ogromen BMW logotip.

## Notranjost
Notranja struktura te krožne stavbe je opredeljena kot nadaljevanje zunanje ceste v zaprt prostor, ki se vije proti vrhu skozi 25 razstavnih prostorov. Pot, ki je dolga 1000 m, vas popelje skozi časovni interval zgodovine, dizajna in razvoja avtomobilov, motociklov ter letalskih motorjev. Predstavijo vam skoraj 100 letno zgodovino blagovne znamke BMW. Razstavljeni so tudi nekateri redki primerki BMW avtomobilov, kot tudi BMW motociklov. Na ogled so tudi starejše študije, prototipi in koncepti BMW, ki nikoli niso ugledali serijske proizvodnje. Notranja površina kompleksa se razteza na okoli 5000 m² in nudi skupaj na ogled okoli 120 originalnih eksponatov.